# Dirk Cornelsen
Dirk Cornelsen (* 15. Oktober 1940 als Dirk Haufe in Stuttgart; † 2. November 2021 in Königswinter) war ein deutscher Journalist, Publizist und Rezitator.

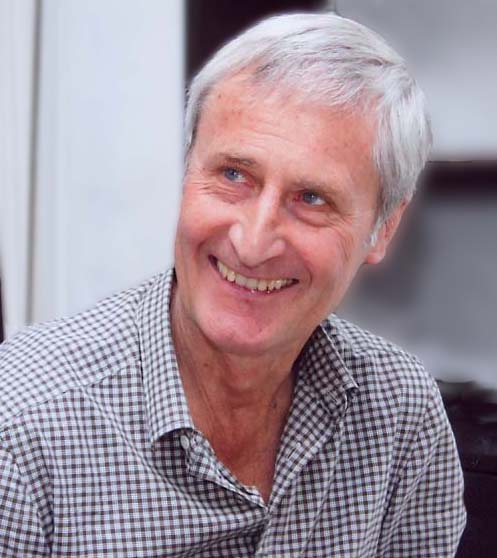
Dirk Cornelsen

## Kindheit und Jugend
Dirk Cornelsen wuchs in Berlin – während der ersten Jahre in der Künstlerkolonie Wilmersdorf – bei Adoptiveltern auf und zwar bei seiner Tante, der Schulbuchautorin und Grafikerin Hildegard Cornelsen und ihrem Ehemann, dem Schulbuchverleger Franz Cornelsen. Bei Kriegsende hatten sich seine Eltern, Heinz Haufe, Schauspieler, Regisseur in Stuttgart und zuletzt Intendant am Grenzlandtheater in Zittau, und seine Frau Carla, auf der Flucht und aus Angst vor der Roten Armee das Leben genommen. Der Versuch, ihren kleinen Sohn mit in den Tod zu nehmen, scheiterte.

## Ausbildung und Beruf
Nach der Schulzeit in Berlin und in der Schweiz und dem Abitur 1959 absolvierte Cornelsen eine Schriftsetzerlehre im Ullsteinhaus und studierte Jura und Volkswirtschaftslehre in Freiburg und München. 1968 legte Cornelsen das erste juristische Staatsexamen ab. Danach war er ein Jahr als Verlagsredakteur in London tätig.
Nach einem Volontariat bei der Frankfurter Neuen Presse war er von 1972 bis 1978 Redakteur der Frankfurter Rundschau. In der Zeit von 1978 bis 1986 arbeitete er als Bonner Korrespondent der FR und verfasste neben Berichten aus Bonn regelmäßig Kurzkommentare und Leitartikel. Als Journalist setzte er sich unter anderem für Bürgerrechte und gegen den Radikalenerlass, für die Friedensbewegung, für die Entschädigung von NS-Opfern und für Natur- und Umweltschutz ein. Er sprach auch häufig Kommentare in verschiedenen Rundfunksendern (u. a. Hessischer Rundfunk) und veröffentlichte Artikel in Fachzeitschriften (unter anderem  natur). Cornelsens Artikel in der Zeitung und in Zeitschriften sowie seine Bücher wurden sowohl in Schulbüchern zitiert als auch wissenschaftlich und künstlerisch rezipiert.
Ab 1986 arbeitete Dirk Cornelsen als freier Journalist und Publizist und veröffentlichte mehrere Bücher, darunter eine Bilanz der ersten Bundestagsfraktion der  Grünen und einen Überblick über Umweltschützer in Deutschland. 2003 publizierte Cornelsen mit Das zertretene Angelspiel Erinnerungen an seine Berliner Kindheit und Jugend und zugleich Reflexionen über seine verstörenden Erlebnisse im Jahre 1945. In den 1990er Jahren studierte er parallel zu seiner publizistischen Tätigkeit Kunstgeschichte und Archäologie in Bonn und reichte 2012 eine Doktorarbeit über Francesco di Valdambrino, einen sienesischen Bildschnitzer des frühen 15. Jahrhunderts, ein, die 2013 von der Universität Bonn angenommen wurde. Die Dissertation wurde 2019 von der Universitäts- und Landesbibliothek Bonn digital publiziert.
Ab 2001 war Cornelsen auch als Rezitator tätig. 2013 trat er mit dem bekannten deutschen Slam-Poeten Bas Böttcher bei einem Poetry Slam bzw. Dichterwettstreit in Bonn mit „klassischer“ Lyrik und Gedichten von Böttcher auf.

## Publikationen
- Ankläger im Hohen Haus – Die Grünen im Bundestag. Klartext-Verlag, Essen 1986.
- Anwälte der Natur – Umweltschutzverbände in Deutschland. Verlag C. H. Beck, München 1991.
- Das zertretene Angelspiel – Eine Berliner Kindheit nach 1945. Klartext-Verlag, Essen 2003.
- Ansichten der Seele. Audio-CD, gemeinsam mit Susana Feige, 2012.
- Francesco di Valdambrino: Ein sienesischer Bildschnitzer des frühen Quattrocento. Dissertation. Universitäts- und Landesbibliothek Bonn, 2019.